# Добромильська ратуша
Добро́мильська ра́туша — ратуша, розташована на центральній площі міста Добромиля (Старосамбірський район, Львівська область). Пам'ятка архітектури державного значення, внесена до державного охоронного реєстру.
Побудована у стилі класицизму з елементами ренесансу.
Історія не зафіксувала, коли була побудована добромильська ратуша. З приводу цього є різні дати. Держбуд УРСР зазначав, що вона стоїть з XVIII ст. Інші джерела подають XVI ст.
Ратуша нагадує стародавній замок: квадратна в плані, великий годинник, овальні вікна на другому поверсі та масивні дерев'яні двері. На фасаді вежі — проткнуте мечами яблуко — родовий герб Гербуртів, а також герб Добромиля.
Депутатами місцевої влади прийнято звернення до уряду України про включення добромильської ратуші у державну програму реставрації пам'яток архітектури.

## Фотографії

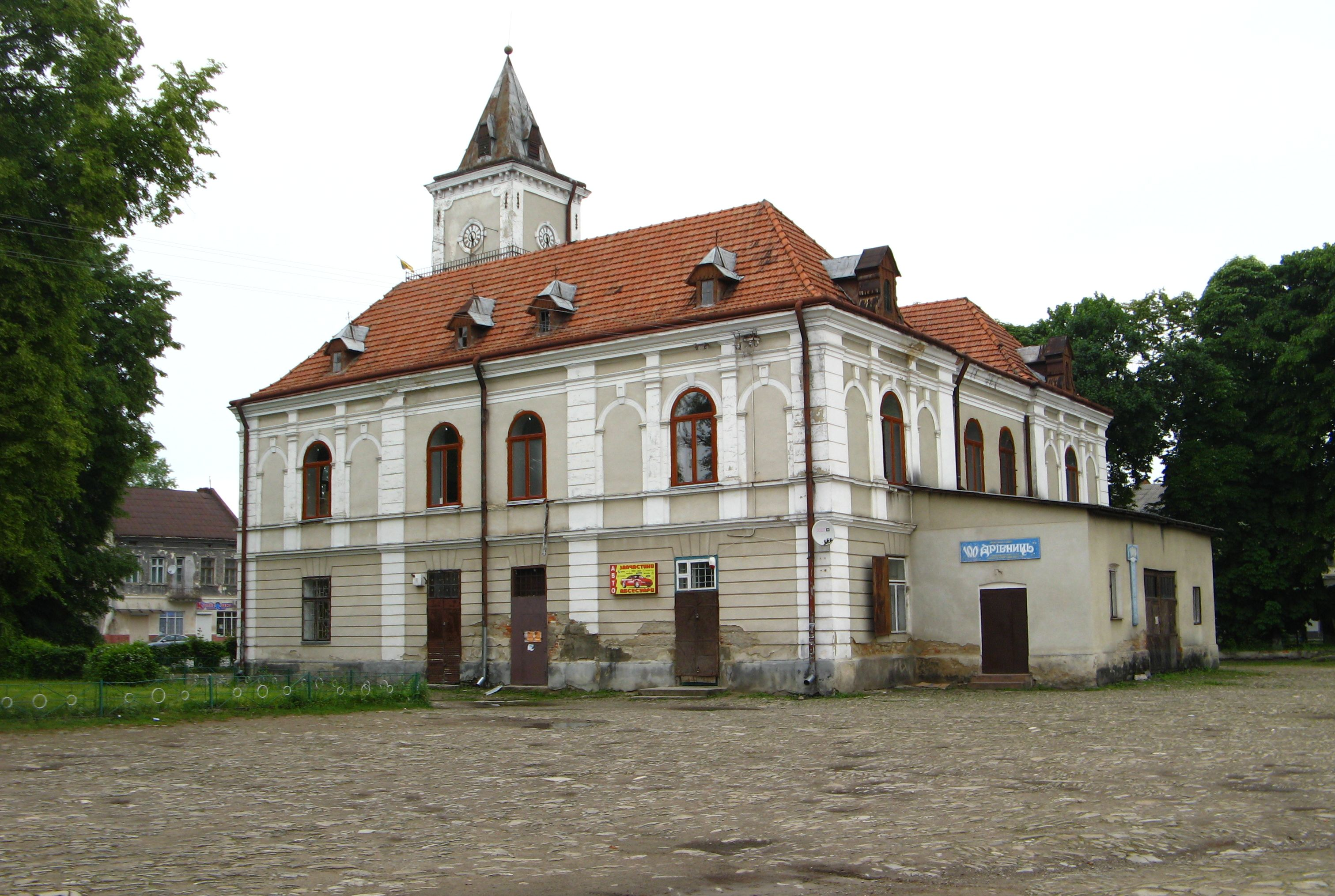
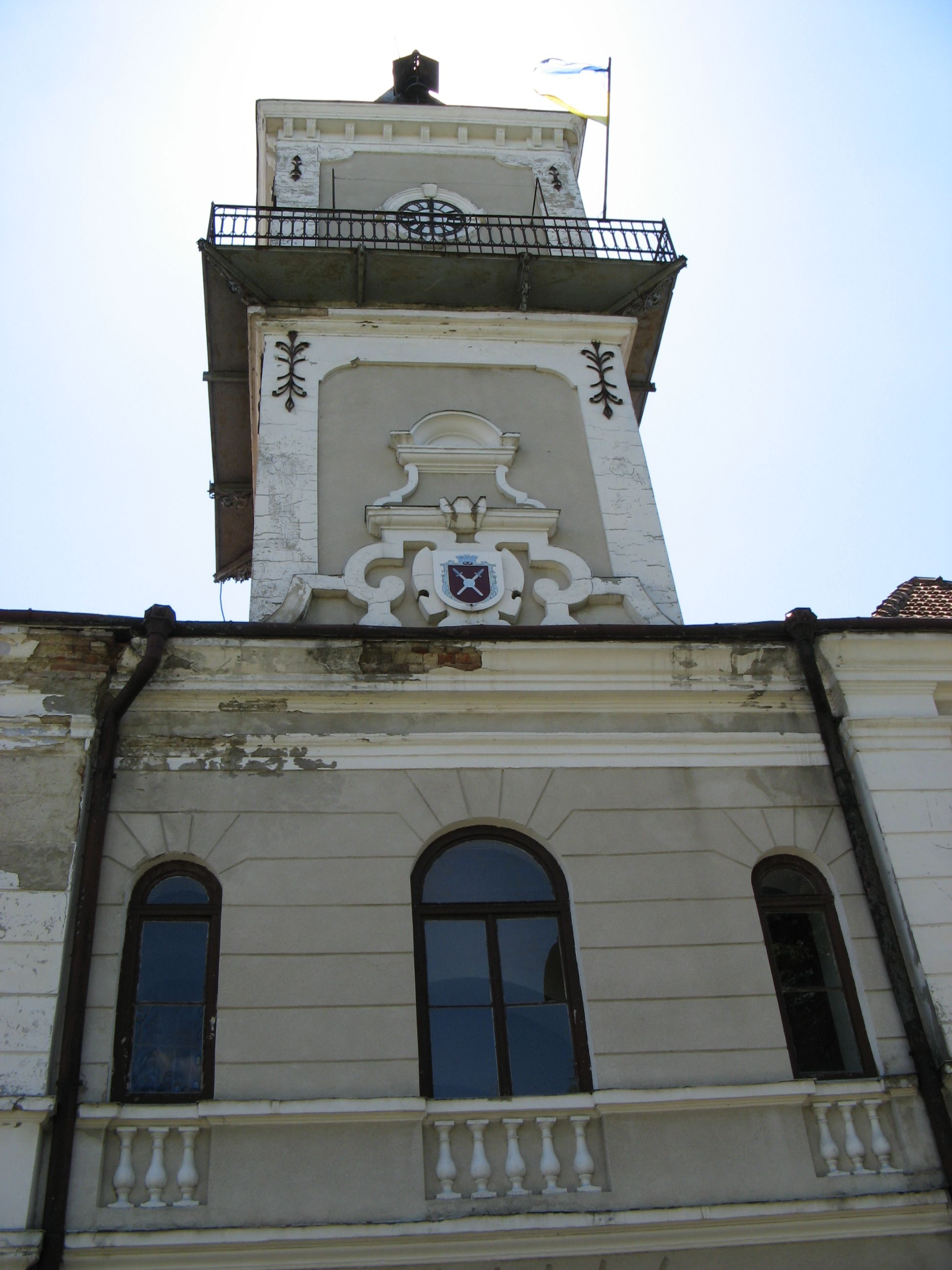
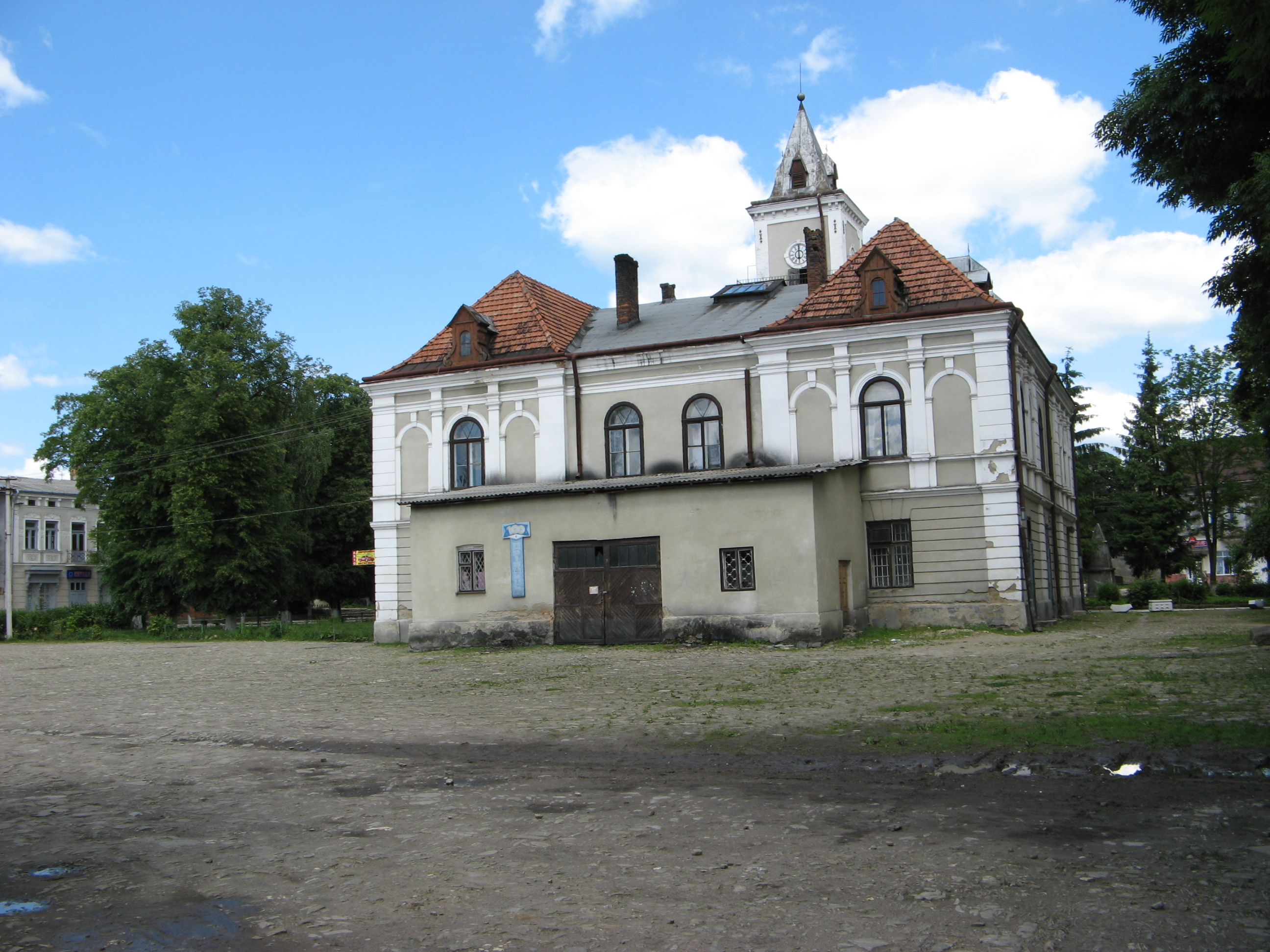
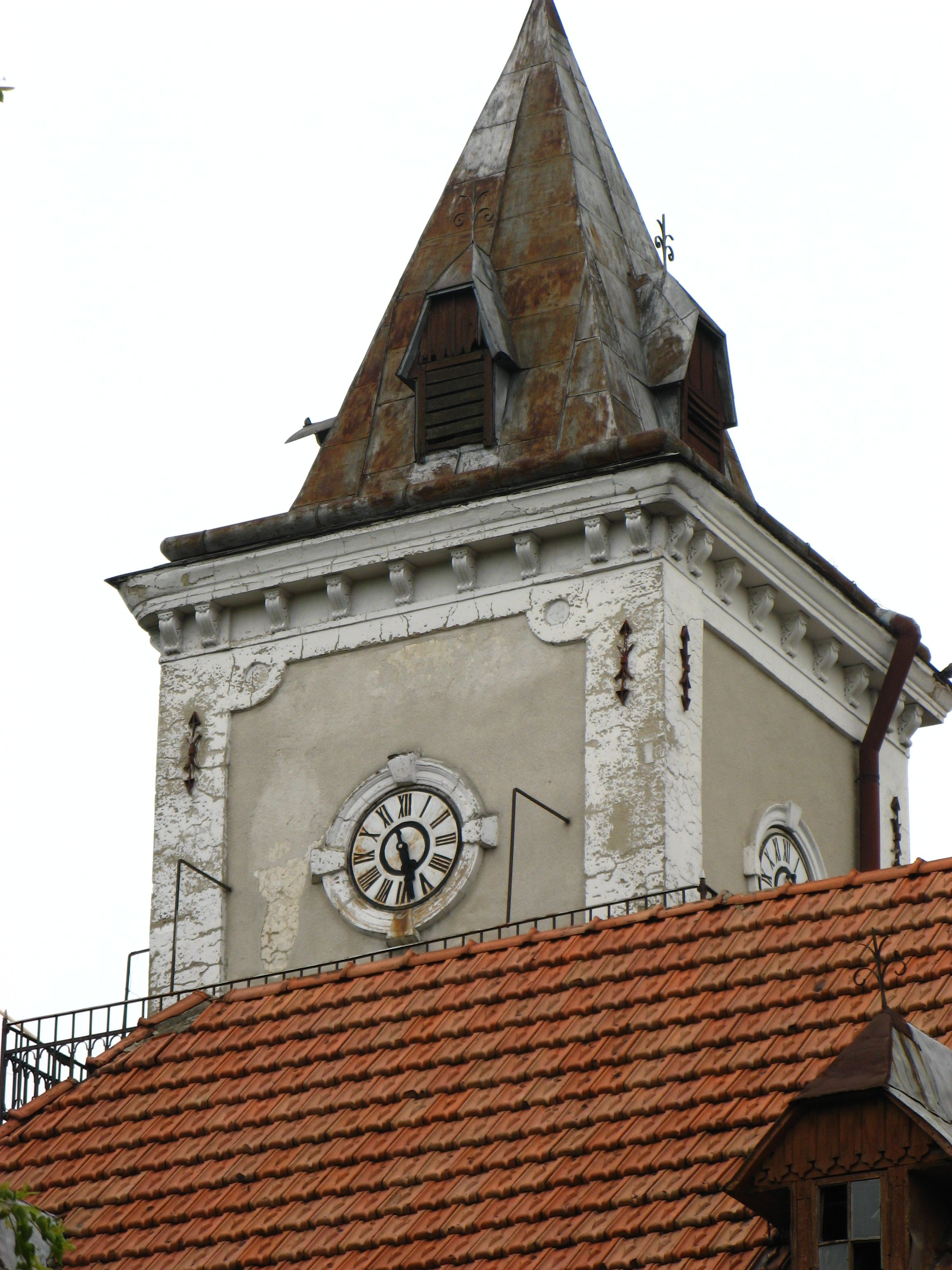
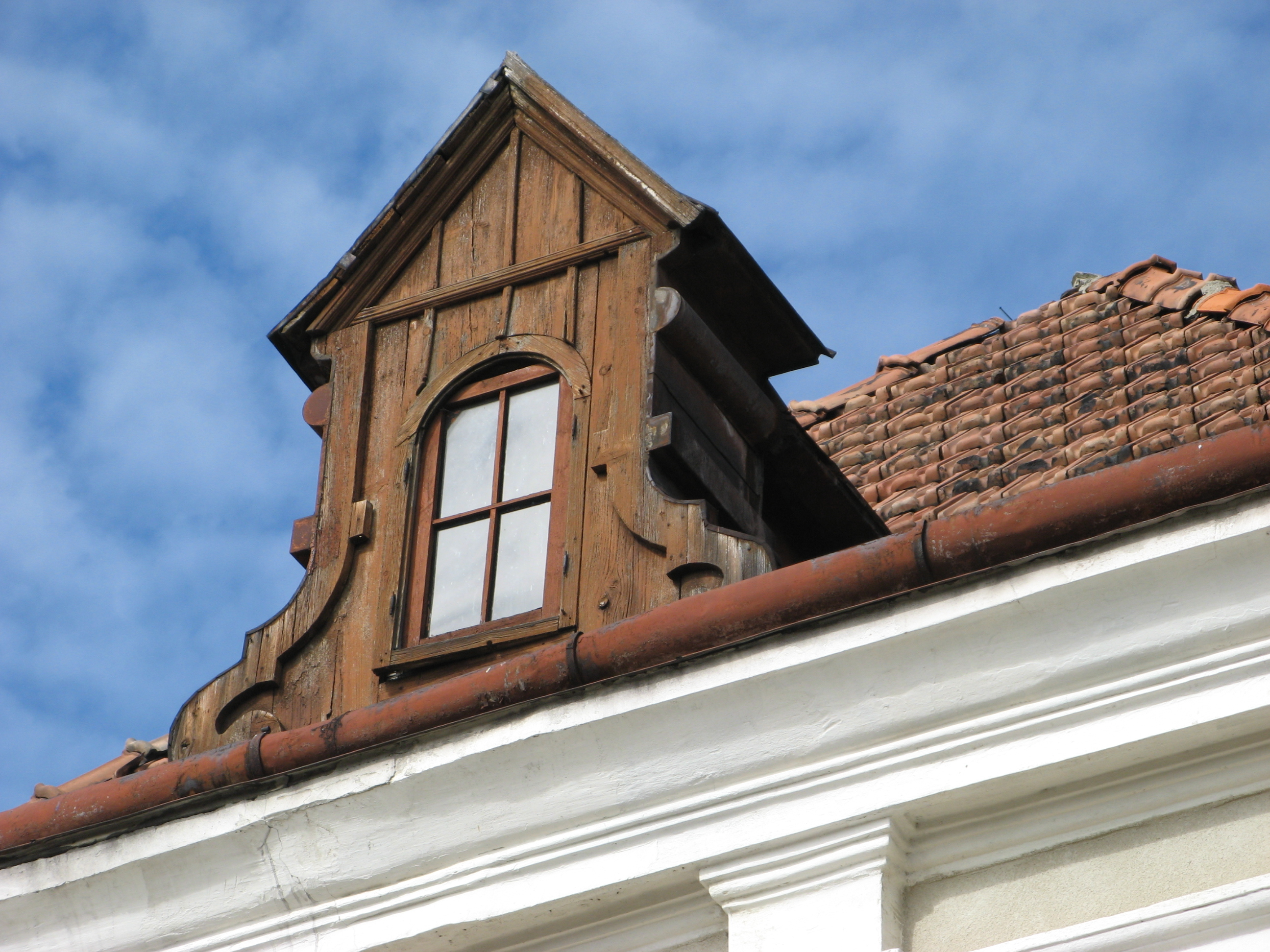
Оригінальна люкарна (слухове вікно) на даху ратуші